# بلا چاو
«بلا چاو» (به ایتالیایی: Bella ciao؛ به معنیِ «بدرود ای زیبا») نام ترانه‌ای است که نسخه اولیه آن در قرن ۱۹ میلادی و در اعتراض به وضعیت کار زنان در مزارع برنج شمال ایتالیا ساخته شد. بنا به روایاتی نسخه جدید و پارتیزانی این آهنگ را در زمان جنگ جهانی دوم (میان سال‌های ۱۹۴۳ تا ۱۹۴۵ در بحبوحهٔ جنگ داخلی ایتالیا) پارتیزان‌ها و مخالفان فاشیسم در ایتالیا می‌خواندند، این آهنگ در زمان ورود سپاه تفنگداران دریایی ایالات متحده آمریکا به ایتالیا به شدت معروف شد و به سرعت در برخی ایالت های آمریکا مانند: نیویورک و نیوجرسی و ماساچوست معروف شد؛ هر چند هیچ منبعی از نسخه پارتیزانی این آهنگ پیش از ضبط رسمی آن در سال ۱۹۵۳ وجود ندارد؛ این آهنگ که به نماد مبارزات آزادی‌خواهانه تبدیل شده، به زبان‌های بسیاری ترجمه شده‌است و خوانندگان مختلفی آن را اجرا کرده‌اند.

## تاریخچه
«بلا چاو» را در اصل کارگران فصلی مزارع گندم و زنان دهقان شالیزارهای ایتالیا از اواخر قرن نوزدهم تا اوایل قرن بیستم با متن‌های مختلفی زمزمه می‌کردند. مضمون این ترانه، جوانی زودگذر و سختی کار در مزارع بود. «بلا چاو» را بار دیگر پارتیزان‌ها و جنبش ضدفاشیسم ایتالیا در دههٔ ۱۹۴۰ احیا کردند این بار با مضمون مقاومت و ترانه‌ای دربارهٔ شورش، خشونت و مرگ.

## ملودی
جیوانا دافینی خوانندهٔ فولک ایتالیایی این ترانه را سال ۱۹۶۲ در وزن چهارتایی ضبط کرد.

## متن آهنگ
| متن ایتالیایی Una mattina mi son svegliato, o bella, ciao! bella, ciao! bella, ciao, ciao, ciao! Una mattina mi son svegliato, e ho trovato l'invasor. O partigiano, portami via, o bella, ciao! bella, ciao! bella, ciao, ciao, ciao! O partigiano, portami via, ché mi sento di morir. E se io muoio da partigiano, (E se io muoio sulla montagna) o bella, ciao! bella, ciao! bella, ciao, ciao, ciao! E se io muoio da partigiano, (E se io muoio sulla montagna) tu mi devi seppellir. E seppellire lassù in montagna, (E tu mi devi seppellire) o bella, ciao! bella, ciao! bella, ciao, ciao, ciao! E seppellire lassù in montagna, (E tu mi devi seppellire) sotto l'ombra di un bel fior. Tutte le genti che passeranno, (E tutti quelli che passeranno) o bella, ciao! bella, ciao! bella, ciao, ciao, ciao! Tutte le genti che passeranno, (E tutti quelli che passeranno) Mi diranno Che bel fior! (E poi diranno Che bel fior!) È questo il fiore del partigiano, (E questo è il fiore del partigiano) o bella, ciao! bella, ciao! bella, ciao, ciao, ciao! È questo il fiore del partigiano, (E questo è il fiore del partigiano) morto per la libertà! (che e' morto per la liberta') | ترجمهٔ فارسی یک روز از خواب برخاستم آه بدرود ای زیبا، بدرود ای زیبا، بدرود ای زیبا! بدرود! بدرود! یک روز از خواب برخاستم دشمن همه جا را گرفته بود ای پارتیزان مرا با خود ببر آه بدرود ای زیبا، بدرود ای زیبا، بدرود ای زیبا! بدرود! بدرود! ای پارتیزان مرا با خود ببر زیرا شهادت را نزدیک می‌بینم اگر به‌عنوان یک پارتیزان کشته شدم (وگر بر فراز کوهی کشته شدم) آه بدرود ای زیبا، بدرود ای زیبا، بدرود ای زیبا! بدرود! بدرود! اگر به‌عنوان یک پارتیزان کشته شدم (وگر بر فراز کوهی کشته شدم) تو باید مرا به خاک بسپاری مرا در کوهستان به خاک بسپار (تو باید مرا به خاک بسپاری) آه بدرود ای زیبا، بدرود ای زیبا، بدرود ای زیبا! بدرود! بدرود! مرا در کوهستان به خاک بسپار (تو باید مرا به خاک بسپاری) زیر سایه گلی زیبا و آنان که از کنار گور من گذر می‌کنند (و آنان که از کنار گور من گذر می‌کنند) آه بدرود ای زیبا، بدرود ای زیبا، بدرود ای زیبا! بدرود! بدرود! و آنان که از کنار قبر من گذر می‌کنند (و آنان که از کنار قبر من گذر می‌کنند) به من خواهند گفت: «چه گل زیبایی» (و آنان خواهند گفت: «چه گل زیبایی») این گل از پارتیزانی روییده‌است (این گل از پارتیزانی روییده‌است) آه بدرود ای زیبا، بدرود ای زیبا، بدرود ای زیبا! بدرود! بدرود! این گل از پارتیزانی روییده‌است (این گل از پارتیزانی روییده‌است) که برای آزادی جان باخت (که برای آزادی جان باخت) | ترجمهٔ انگلیسی One morning I awakened Oh Goodbye beautiful, Goodbye beautiful, Goodbye beautiful! Bye! Bye! One morning I awakened And I found the invader Oh partisan carry me away Oh Goodbye beautiful, Goodbye beautiful, Goodbye beautiful! Bye! Bye! Oh partisan carry me away Because I feel death approaching And if I die as a partisan (And if I die on the mountain) Oh Goodbye beautiful, Goodbye beautiful, Goodbye beautiful! Bye! Bye! And if I die as a partisan (And if I die on the mountain) Then you must bury me Bury me up in the mountain (And you have to bury me) Oh Goodbye beautiful, Goodbye beautiful, Goodbye beautiful! Bye! Bye! Bury me up in the mountain (And you have to bury me) Under the shade of a beautiful flower And the people who shall pass (And all those who shall pass) Oh Goodbye beautiful, Goodbye beautiful, Goodbye beautiful! Bye! Bye! And the people who shall pass (And all those who shall pass) Will tell me: "what a beautiful flower" (And they will say: "what a beautiful flower") This is the flower of the partisan (And this is the flower of the partisan) Oh Goodbye beautiful, Goodbye beautiful, Goodbye beautiful! Bye! Bye! This is the flower of the partisan (And this is the flower of the partisan) Who died for freedom (Who died for freedom) |

## بازخوانی به فارسی
این ترانه توسط چریک‌های فدایی خلق ایران، پیش از انقلاب ۱۳۵۷ ساخته شد. سراینده فارسی این ترانه نیز مانند ترانه اصلی که به ایتالیایی است، ناشناس است.  توجه به معنی و مفهوم ابیات ترانه به خوبی آن را ثابت می‌کند، در طول اعتراض‌ها به نتایج انتخابات سال ۸۸ نیز نماآهنگی با ترانه اصلی و زیرنویس فارسی از «بدرود ای زیبا» منتشر شد.
بعدها در مراسم گرامی‌داشت چهلمین روز مرگ فرخنده ملک‌زاده، این شعر فارسی روی این موسیقی اجرا شد. شکیب مصدق، خوانندهٔ این قطعه بعدها آن را به‌صورت استودیویی نیز ضبط و منتشر کرد.
همچنین توسط ثمین و بهین بلوری، برای مهسا امینی و واکنش به خیزش ۱۴۰۱ ایران خوانده شده‌است.